# Sophie van Oers
Sophie van Oers (Amsterdam, 9 augustus 1983) is een Nederlands actrice.
In 2006 studeerde ze af aan de Hogeschool voor de Kunsten in Amsterdam. Ze was te zien in de filmmusical Bolletjes Blues waarin ze de rol van Rosalie vertolkte. Haar eerste grote rol is die van Renske Veldman, een van de vier voetbalvrouwen in de komische dramaserie Voetbalvrouwen, die sinds 18 maart 2007 op Tien wordt uitgezonden. In 2008 begon het tweede seizoen op RTL 4. Ook heeft ze in verschillende theatervoorstellingen gespeeld.
Op 27 januari 2009 werd bekend dat Van Oers de serie Voetbalvrouwen zou gaan verlaten. Ze was alleen nog in de eerste afleveringen van het derde seizoen te zien.
Op 14 mei 2013 werd bekend dat Van Oers in een reeks theatervoorstellingen van Baantjer de rol van een theaterbezoekster zou gaan spelen. De première is op 7 oktober 2013 in het DeLaMar in Amsterdam.
In 2013 trad ze op in een reclamespotje van ABN-AMRO. Ze speelt een ietwat stuntelige vrouw die samen met haar man gaat kamperen, maar liever in een hotel verblijft.

## Filmografie
- 2006 - Bolletjes Blues - Rosalie
- 2007 - Voetbalvrouwen - Renske Doornbos (2007-2009)
- 2008 - Taxandria - Sanne
- 2009 - De Punt - Yvonne
- 2014 - Toscaanse Bruiloft - Sanne
- 2015 - Dagboek van een callgirl - Claire Dekker
- 2022 - Zee van tijd - Marije